# Rengsjö
Rengsjö – miejscowość (tätort) w Szwecji, w regionie administracyjnym (län) Gävleborg, w gminie Bollnäs.
Według danych Szwedzkiego Urzędu Statystycznego liczba ludności wyniosła: 245 (31 grudnia 2015), 236 (31 grudnia 2018) i 245 (31 grudnia 2019).